# جون رايس
جون رايس (23 أكتوبر 1949 في المملكة المتحدة - ) (بالإنجليزية: John Rice)‏ هو لاعب كريكت بريطاني. لعب مع نادي مقاطعة هامبشاير للكريكت ‏ وWiltshire County Cricket Club ‏.